# Mannefriedrich
Mannefriedrich (* 6. Dezember 1780 in Dänemark; † 31. Juli 1812 in Heidelberg), mit bürgerlichem Namen Philipp Friedrich Schütz, war ein deutscher Räuber. Nach dem von ihm und anderen Räubern begangenen Raubmord an einem Schweizer Kaufmann an der Bergstraße bei Hemsbach begann eine beispiellose Jagd auf Vaganten im Odenwald. Er wurde für das Verbrechen im Jahr 1812 öffentlich hingerichtet.

## Bedeutung des Namens

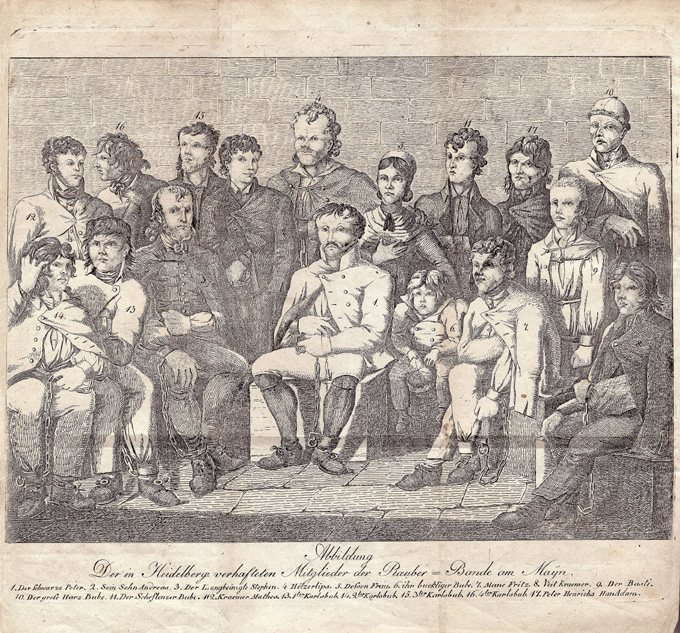
Die Hölzerlipsbande nach ihrer Verhaftung 1811. Mannefriedrich ist der Zweite von rechts in der untersten Reihe

Eine Zeit lang bestritt Mannefriedrich seinen Lebensunterhalt mit Korbflechten. Diese Körbe oder Wannen nannte man in der Wetterau, wo er das Handwerk verrichtete, auch „Mahne“ oder „Manne“. Ab wann Philipp Friedrich Schütz „Mannefriedrich“ genannt wurde, lässt sich nicht genau datieren.
In Büchern und Bildunterschriften der damaligen Zeit findet man auch noch die Schreibweisen „Manne Friedrich“ und „Mahne Friedrich“.

## Leben
Philipp Friedrich Schütz war der Sohn von Anna Maria und Johann Valentin Schütz. Sie waren gesetzestreue Bauern, wohnhaft in Frücht bei Koblenz. Sie bauten Tabak an und konnten von den Einkünften ein bescheidenes Leben führen. Das Land gehörte dem Freiherrn Heinrich Friedrich Karl vom und zum Stein; er beschloss, dass die Familie Schütz sowie einige weitere nach Dänemark geschickt werden sollten, um dort unter dem Grafen von Schimmelpfennig den Tabakanbau einzuführen. Die Familie ließ ihr Heim in Frücht nicht schuldenfrei zurück. In Dänemark gebar Anna Maria Philipp Friedrich Schütz. Als er zwei Jahre alt war, starb sein Vater und seine Mutter zog mit ihm zurück nach Frücht. Sie hatte die Hoffnung, die wenigen Felder verpachten zu können, um sich und ihre Kinder mit dieser finanziellen Beihilfe zu ernähren. Hof und Felder waren jedoch von den Gläubigern versteigert worden. Mit dem Erlös wurden die Schulden getilgt. Für Anna Maria blieben nur drei Gulden und 32 ½ Kreuzer. Da die kleine Familie keine Bleibe mehr hatte, wurde sie des Dorfes verwiesen.
Durch Bettelei konnte sie sich einige Zeit ernähren. In Breubach bei Gießen durfte sich die Familie einige Zeit aufhalten, bis der Junge konfirmiert war. Dies und die streng christliche Erziehung der Mutter erklären auch den tiefen Glauben an Gott, dem Philipp Friedrich Schütz später in seinen Gedichten Ausdruck verlieh. Da die kleine Familie keinen festen Wohnsitz hatte, konnte Philipp Friedrich Schütz kein ordentliches Handwerk lernen. Er lernte ein wenig das Tünchen bei einem herumziehenden Maler sowie das Korbflechten, das ihm seinen Namen gab.

### Jugend und Vagantentum
Seine Schwester heiratete später einen Händler, der auch Anna Maria zu sich nahm. Von da an zog der noch junge Schütz alleine weiter. Durch das heimatlose Leben lernte er viele Vaganten und andere als Kochemer bezeichnete Personen kennen und wurde zu ersten Straftaten verleitet.
Da den Fahrenden damals keine Pässe ausgestellt wurden, wurden sie oft verhaftet, so auch Mannefriedrich, der drei Jahre in Arnsberg eingesperrt wurde. Er lernte später eine Frau namens Anna Catharina kennen, die mit ihrem kleinen Sohn auf der Straße lebte, da sie den Vater ihres Kindes suchte. Sie teilten ihr Leid, und Anna Catharina zog von da an als Beischläferin mit Mannefriedrich weiter. Um zu heiraten, ließ er sich als Soldat anwerben. Dem fahrenden Volk war zu Mannefriedrichs Zeit das Heiraten verboten. Damit versuchte die Regierung, die Vermehrung der Vaganten zu verhindern. Wer dennoch eine Geliebte hatte, mit ihr lebte oder Geschlechtsverkehr vollzog, wurde mit bis zu einem Jahr Arbeitshaus bestraft. Die Bemühungen der Regierung verfehlten jedoch ihren Zweck. Mannefriedrich und Anna Catharina heirateten und er desertierte schon nach vier Tagen.
Durch den Verkauf von Trageriemen und Körben konnten sie sich nicht ernähren. Mannefriedrich sprach mehr und mehr dem Branntwein zu. Eine Zeit lang zog er von Jahrmarkt zu Jahrmarkt und betrog dort einige Bürger. Durch das lange Leben auf der Straße lernte er viele Räuber und Diebe kennen. So lernte er die Gaunerzinken, Rotwelsch und einige Diebesfähigkeiten.

### Verbrechen

#### Straßenraub bei Heubach
Den Straßenraub bei Heubach führte Mannefriedrich mit Veit Krämer sowie dem Langen Andres und zwei weiteren Räubern durch. Nach einem Einbruch in Wüstmillerroth und der Versprengung in Lüßelhausen zogen Veit Krämer, Mannefriedrich und Stephan Heuß die Bergstraße hinauf. Sie trugen Johan Adam Treber und den langbeinigen Steffen und führten den Raub am 3. April abends zwischen sieben und acht Uhr aus auf der Straße zwischen Heubach und Amorbach durch. Opfer war der Rothgerber Thomas Höflein. Der Mannefriedrich packte den Gerber am Hals und forderte ihn scherzhaft auf: „Halt! Gebe her was du hast, das andere behalte“. Obwohl der Bestohlene gehorsam war und alles gab, wie der Mannefriedrich später sagte, misshandelten die anderen Räuber ihn noch. Sogar der einfache Rock wurde ihm genommen. Bewusstlos ließen sie ihn auf der Straße zurück. Höflein schleppte sich mühsam nach Heubach zurück. Der Wert der Beute: 77 Kreuzer.

#### Einbruch bei einer Frau zu Kleestadt
Unmittelbar nach dem Raub an einem Fußgänger in Gellenhausen eröffnete der lange Andres den übrigen Räubern, er kenne eine Frau, bei der man 500 bis 600 Kreuzer sowie einige Kleider stehlen könne. Andres hatte bei der Frau schon genächtigt, daher kannte er die Gegebenheiten. In der Nacht vom 8. auf den 9. April 1811 brach die Bande in das Haus der 75-jährigen Witwe ein. Die alte Frau wurde ans Bett gebunden und blutig geschlagen. Wer genau die Brutalitäten verübte, ist nicht bekannt. Die Frau wehrte sich jedoch tapfer und konnte durch den verursachten Lärm den Nachbarn aufschrecken, der die Räuber vertrieb. Sie konnten nicht viel erbeuten, lediglich ein Kopfkissen und zehn Kreuzer wurden gestohlen.

#### Raubmord zwischen Hemsbach und Laudenbach
Auf der häufig kommerziell genutzten Bergstraße zwischen Hemsbach und Laudenbach überfielen in der Nacht zum 1. Mai 1811 um 1:30 Uhr Mannefriedrich, Hölzerlips sowie weitere Mitglieder der Bande Veit Krämer, Krämer Mathes und Sebastian Lutz eine Postkutsche. In der Kutsche saßen Jakob Rieder, Kaufmann aus Winterthur, und Rudolf Hanhart aus Zürich, die sich auf der Rückreise von einer Messe aus Frankfurt befanden. Als doch eine Kutsche kam, stoppten Mannefriedrich und Hölzerlips die Pferde. Jakob Rieder erhielt sofort einen Schlag auf den Kopf und wurde bewusstlos. Rudolf Hanhart ereilte ein ähnliches Schicksal. Trotz beschwichtigender Rufe, er würde ihnen ja alles geben, schlugen die noch jungen Räuber Veit Krämer und Krämer Mathes weiter auf ihn ein, bis er sein Bewusstsein verlor. Er erlangte es erst durch die Bemühungen seines Reisegefährten wieder. Der Postillon wurde sofort, nachdem die Pferde unter Kontrolle gebracht waren, vom Kutschbock geschlagen und ausgeraubt. Genau wie seine Fahrgäste konnte er später die Angreifer nicht weiter beschreiben.
Streifen aus Hemsbach verfolgten den Mannefriedrich und seine Kameraden, gleich nachdem der Postillon in den Ort gelangt war. In der Nähe des Tatorts fanden die Bauern eine frische Feuerstelle auf einem kleinen Weg, verloren aber im Wald die Spur. Der Kaufmann Jakob Rieder erlag wenige Tage nach dem Überfall seinen Verletzungen, trotz der, für diese Zeit, aufwändigen medizinischen Maßnahmen. Diesen Überfall nahm darauf der Großherzoglich Badische Stadtdirektor Ludwig Pfister in Heidelberg zum Grund, eine Kampagne gegen fahrendes Volk im Odenwald zwischen Main und Neckar zu führen.

### Verhaftung und Kerkerzeit
Nach dem Raubmord zwischen Hemsbach und Laudenbach floh die Bande durch den Odenwald in die Gegend von Strümpfelbrunn und Eberbach. Mehr durch Zufall als durch kriminalistische Arbeit wurde die Bande von einigen patrouillierenden Bauern aufgegriffen. Dabei wurde Veit Krämer gefangen, der nach der Überstellung nach Heidelberg ein umfassendes Geständnis ablegte. Des Weiteren beschrieb er Aussehen und Namen seiner Mittäter sowie weiterer Räuber und nannte einige Rückzugsorte, die meist Herbergen oder Wirtshäuser waren, auch außerhalb des Odenwaldes. Die Personenbeschreibungen sowie eine Auflistung der Rückzugsorte wurden sofort an alle angrenzenden Staaten gesandt und führte zur Verhaftung und Identifizierung vieler Vaganten.
Philipp Friedrich Schütz fiel wenig später mit seinen Kameraden in einem Wirtshaus den Einwohnern auf. Diese konnten ihn festhalten und er wurde ins Zwingenberger Gefängnis gesperrt, während die anderen flohen. Mannefriedrich wurde nicht sofort als einer der Täter beim Hemsbacher Raubmord identifiziert. Das gab ihm genug Zeit, den Gefängniswärter mit drei Talern zu bestechen, der ihn daraufhin fliehen ließ. Nachdem auch Peter Petry alias Schwarzer Peter verhaftet worden war, legte er in Heidelberg ein Geständnis ab und verriet Mannefriedrich als seinen Mittäter, der inzwischen in Hanau unter dem Namen Goldmann im Gefängnis saß. Er wurde daraufhin mit seiner Frau und seinem siebenjährigen Sohn sofort nach Heidelberg überstellt. In den Verhören stritt er alles ab und berief sich weiter auf seine falsche Identität als Herr Goldmann, obwohl der Zwingenberger Beamte, der ihn im Kerker beaufsichtigt hatte, ihn eindeutig als Philipp Friedrich Schütz identifizierte. Auch nach weiteren Identifizierungen durch mehrere Zwingenberger Gefängniswärter und Mitgefangene wie Veit Krämer blieb Mannefriedrich standhaft und leugnete weiterhin.
In einem weiteren Verhör, in dem ihm auch sein Sohn vorgeführt wurde, bestritt er weiter seine wahre Identität. In einem späteren Verhör gab er zu, der Mannefriedrich zu sein, und gestand die Mittäterschaft am Raubmord zwischen Hemsbach und Laudenbach sowie einige weitere Vergehen. Mannefriedrich verbrachte einige Zeit seiner Gefangenschaft in Heidelberg im Mannheimer Tor sowie im Mannheimer Gefängnis, in dem er nicht nur Gedichte und Lieder schrieb, sondern auch Veit Krämer dafür verantwortlich machte, ihn und seine Kameraden „ins Unglück“ gestürzt zu haben.

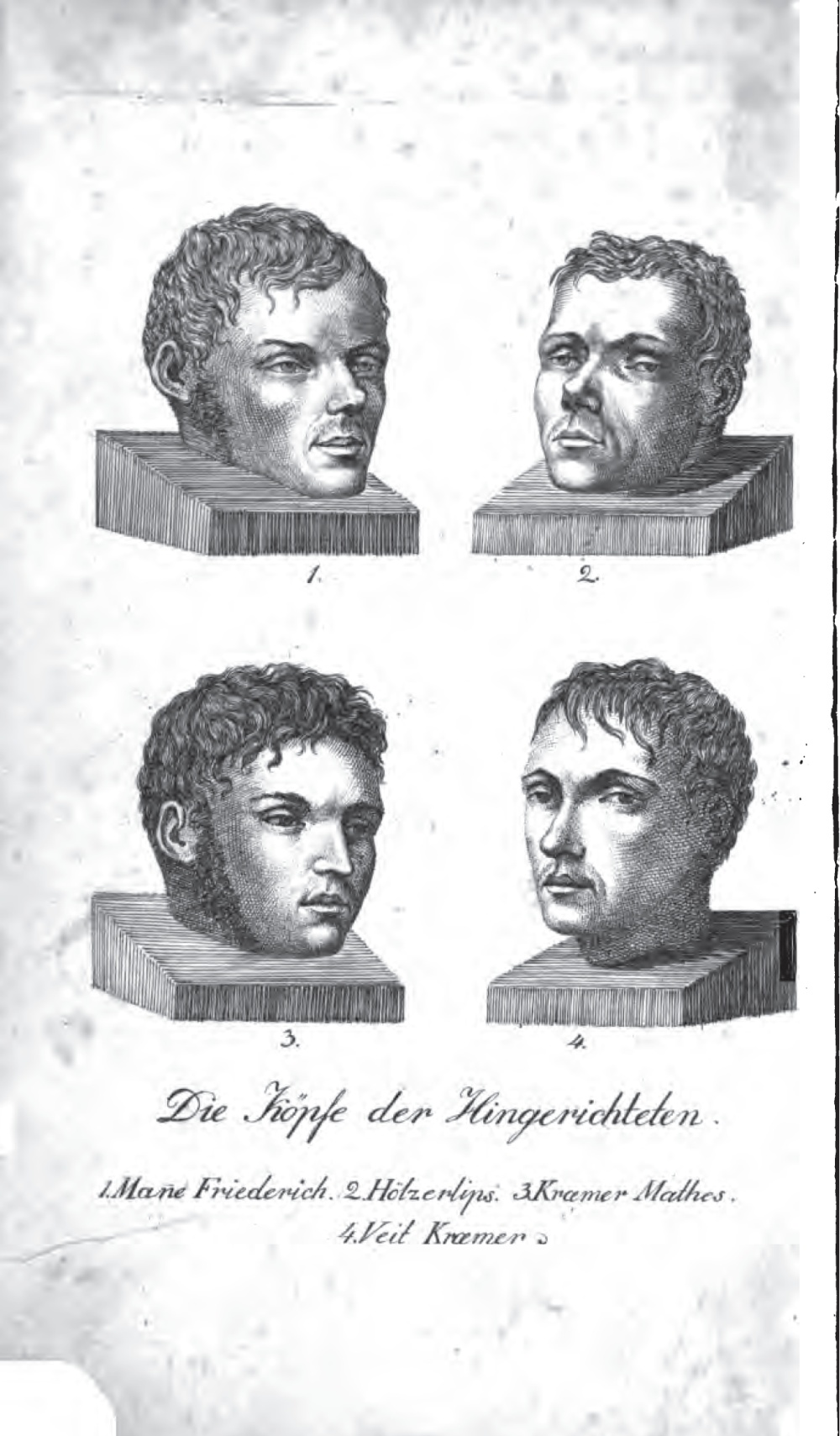
Die Köpfe der Hingerichteten Mannefriedrich, Hölzerlips, Veit Krämer und Krämer Mathes

 Wegen der umfassenden Geständnisse Veit Krämers wurden den Gefangenen einige Bitten gewährt. So durfte Mannefriedrich einige Stunden mit seinem Sohn zubringen. Auf diese Weise gelangte ein Messer in den Kerker, das schnell zur Säge umfunktioniert wurde. Damit sollten die Fenstergitter des Gefängnisses durchbrochen werden. Das Vorhaben wurde bei einer Durchsuchung der Zelle wenig später entdeckt und Mannefriedrich in schwere Ketten gelegt. Trotz dieser schweren Behinderung ritzte er in Frakturbuchstaben ein Gedicht in die Kerkerwand, das bei seinen Mitgefangenen soviel Anklang fand, dass sie es alle auswendig lernten. In dem „Kartenspieler Lied“ erzählt er die Prozessgeschichte.
Am 8. und 9. April 1812 wurde am Großherzoglichen Hofgericht die Untersuchung verlesen und darüber abgestimmt. Mannefriedrich wurde wieder nach Heidelberg gebracht und ins Mannheimer Tor gesperrt. Zwar war er sich bereits sicher, dass er ein Todesurteil erhalten würde, war dennoch „bester Laune“, wie der Stadtdirektor Pfister festhielt, und leugnete weiter jedes ihm vorgeworfene Verbrechen. Er hoffte immer noch auf eine Begnadigung. Die Verfahrensaufzeichnungen lassen erkennen, dass Mannefriedrich, insbesondere von Hölzerlips, einiger Verbrechen bezichtigt wurde, die ihm auch offiziell zur Last gelegt wurden. Ein Geständnis von Mannefriedrich geschah in den seltensten Fällen, bei direkter Konfrontation mit den Vorwürfen durch seine Mitgefangenen wurde er ruppig und beleidigend. Am 24. Juli 1812 wurde das Urteil über ihn gefällt. Mannefriedrich wurde „des nämlichen Straßenraubs mit Mord und weitere[r] 4 Straßenräube und 22 Einbrüche und Diebstähle […] für schuldig einbekannt“ und sei daher mit dem Schwert „vom Leben zum Tod zu bringen“.
Am 28. Juli 1812 sollten die Urteile bekanntgegeben und am 31. Juli 1812 vollstreckt werden. Bei der Urteilsverkündung im Heidelberger Rathaus widersprach Mannefriedrich dem Urteil, es sei Unrecht, man habe ihn zum Stehlen gezwungen. Allen Gefangenen wurden einige Privilegien eingeräumt, so konnten sie nach einem Geistlichen verlangen; Mannefriedrich lehnte jedoch ab, er bräuchte keinen „Pfaffen“. Jedoch bat er, das Abendmahl zu erhalten sowie Frau und Kinder zu sehen. Dieser Wunsch wurde bereits in die Wege geleitet. Nachdem er die folgenden Tage mit dem Besuchen seiner Frau und seines Kindes und des Stadtpfarrers Dittenberger, den er inzwischen doch verlangt hatte, zugebracht hatte, wurde er mit den anderen Gefangenen am 31. Juli 1812 um fünf Uhr morgens ins Heidelberger Rathaus gebracht. Dort wurde er auf die Vollstreckung des Urteils vorbereitet. Punkt 10 Uhr begann das Blutgericht auf dem Heidelberger Marktplatz, bei dem die Begnadigung von Andreas Petry und Sebastian Lutz bekanntgegeben wurde. Darüber freute sich insbesondere Mannefriedrich, der die beiden umarmte. Nach dem Blutgericht führte man sie auf den Richtplatz vor den Toren Heidelbergs. Im Protokoll steht: „Mannefriedrich ging munter und immerfort mit dem ihm Nächstehenden auf dem Schafotte sprechend zum Stuhle; setzte sich, und 15 Minuten nach 12 Uhr mittags flog ihm sein Kopf vom Rumpfe.“
In den Berichten des Stadtdirektors wird Mannefriedrich abschließend als eine Person beschrieben, die „dem Branntwein ganz außerordentlich ergeben war, übrigens aber bei weitem nicht so boshaft als Hölzerlips. Er ist unter allen der gebildetste, manierlichste und klügste.“ Die durch den Hemsbacher Raubmord verursachten Ermittlungen hatten zur Folge, dass über 50 Räuber und Vaganten im Odenwälder Raum verhaftet wurden. In den angrenzenden Kleinstaaten führten die Ermittlungen zu zahlreichen weiteren Verhaftungen und Verurteilungen. Der Odenwald war daraufhin fast frei von Vaganten und die Ämter sammelten, auch durch die Bücher von Stadtdirektor Pfister, weitere Erfahrungen in der Verfolgung von Verbrechern.

## Werke
Während Mannefriedrich im Kerker auf seine Hinrichtung wartete, hatte er einige Zeit sich der Poesie zu widmen. Diese Gedichte wurden vom damaligen Stadtdirektor Ludwig Pfister aufgezeichnet und veröffentlicht. Er selbst schrieb dazu:
„Ich setze diese Lieder hierher, nicht weil ich glaube, daß es irgendeinen poetischen Wert hätte, sondern als einen für die Erfahrungsseelenkunde merkwürdigen Beweis der Koexistenz der kontrastierenden Gesinnungen und Gefühle in der Brust eines Raubmörders.“
In einem Gedicht zum Beispiel versucht er seine Vergehen zu entschuldigen:
Die Armuth die war freilich Schuld
weil man sie nicht mehr hat geduld’t.
Die meisten Herrn sind schuld daran,
daß Mancher thut, was er sonst nicht getan.
Sein letztes Werk widmete er seiner Frau, dem „lieben Kathrinchen“. Hier wird deutlich, welche innige Verbundenheit zwischen ihnen herrschte und wie gottesfürchtig Mannefriedrich war.
Das Herz mögt mir zerbrechen,
ja, das muß ich gesteh’n
weil ich dich nicht darf sprechen
dich nicht einmal darf seh’n.
Wer weiß, was uns noch blühet,
was unseren Gott gefüllt,
wo eins das Andere siehet
hier od’r in jener Welt.
[…]
Zum Ende lass’ uns denken
an Jesu Martertod
der unsre Seel wird senken
in feiner Wunden Roth;
Drum hab’ ich an sein Leiden
schon oftermahl gedacht.
Nun Jesu muß ich scheiden; –
Mein Weibchen gute Nacht!

## Sonstiges
Mit seinen Kameraden erfand Mannefriedrich im Gefängnis das berühmte Kartenspiel Schwarzer Peter. Er benannte das Spiel nach seinem Mitgefangenen Peter Petri alias Schwarzer Peter.
Eine in den späten 1970er Jahren in Deutschland aktive Folkband nannte sich HölzerLips. Ihre 1978 erschienene Langspielplatte Jenischer Schall enthält Lieder vom Mannefriedrich wie das Abschiedslied an sein „Liebes Kathrinchen“ und andere Kochemer Lieder (Kochemer Schall), die in Pfisters aktenmäßigen Geschichten zu finden sind.